# 호리 나오요시 (1843년)
호리 나오요시(일본어: 堀直賀, 1843년 11월 15일 ~ 1903년 11월 14일)는 에도 시대 말기부터 메이지 시대 초기까지 활약한 일본의 정치인이자 다이묘고, 에도 막부의 제11대 에치고국 무라마쓰번의 번주다. 에도 막부 말기의 혼란과 메이지 유신이라는 거대한 시대적 격변 속에서 무사 계급으로 태어나 전통적인 봉건제의 질서 속에서 정치적 역할과 행정적 역할을 수행했으며 특히 막부 말기에는 막부 측에 충성을 보이며 도쿠가와 정권의 유지에 협력했으나 메이지 유신 이후에는 번제 폐지와 신정부 수립이라는 정치적 전환기에 적응하여 새로운 근대 국가 체제의 일원으로서 메이지 정부에 협조했고, 1871년 폐번치현으로 인해 무라마쓰번이 폐지된 후에는 귀족으로 편입되어 화족 제도 하에서 남작의 작위를 받았으며 이후에도 메이지 정부 하에서 정치적으로 일정한 역할을 맡아 근대 일본의 형성 과정에 부분적으로 기여한 인물로 평가되며 그의 생애는 무사 계급 출신 다이묘가 전통적 신분질서의 해체와 함께 새로운 시대적 요구에 어떻게 적응해 나갔는지를 보여주는 하나의 사례로서 에도 막부 말기부터 메이지 시대라는 역사적 이행기의 복잡한 정치적 흐름과 사회적 흐름 속에서 살아간 다이묘 출신 정치인의 전형적 궤적을 드러내고 있다.

## 생애
호리 나오요시는 1843년 11월 15일 일본 에치고국 무라마쓰번에서 번주 가문인 호리씨 일족의 후계자로 태어났고 어려서부터 무사계급의 아들로서 유학, 병법, 무예 등 무사로서 갖추어야 할 학문과 덕목을 엄격히 교육받았으며 특히 성리학과 유학 사상을 중심으로 한 교육을 받고 성장했으며 젊은 시절에는 에도에 머무르며 당시 번주 자제로서 막부 관료들과 교류하고 에도 막부의 정책에 대한 견문을 넓히는 동시에 당대 유신 사상의 영향을 간접적으로 접하게 됐고 그는 1860년대 들어 아버지 호리 나오야스의 뒤를 이어 번주직을 계승했으며 에도 막부 말기의 혼란기에는 사쓰마번이나 조슈번과 같은 유신 세력과의 직접적인 충돌보다는 중립적이고 온건한 입장을 취하면서 무라마쓰번의 안정을 도모했고 메이지 유신 이후에는 번제 폐지와 중앙집권화라는 시대적 변화 속에서 번주로서의 권한을 상실하게 됐으나 이후 신정부에 의해 귀족 신분으로 편입되어 화족으로서 남작 작위를 수여받았고 메이지 정부의 근대화 정책에 호응하여 지역 교육 발전, 사회 제도 개혁, 산업 기반 형성 등에 기여했으며, 특히 농촌 지역의 낙후된 기반을 개선하고 인재 양성을 위한 교육 제도 확립에 힘쓰며 당시 지방 유지로서의 역할을 수행했고, 이러한 업적은 후대 무라마쓰 지역 발전의 초석이 됐으며, 그는 1903년 11월 14일 일본 도쿄에서 61세의 나이로 사망했고 그의 시신은 도쿄 소재의 야나카 영원에 묻혔고 그의 사후에도 호리 가문은 일본 귀족 사회 내에서 일정한 지위를 유지했고, 호리 나오요시 본인은 비록 전국적 정치 활동보다는 지방 정치에 바쳤으나, 에도 막부 말기에서 메이지 초기로 넘어가는 역사적 전환기 속에서 지역 다이묘로서의 책임을 다하며 혼란 속에 지역 사회의 안정을 도모하고 근대화의 기반을 마련한 인물로 평가되며, 그의 유산은 단지 번주로서의 지위에 국한되지 않고, 일본의 지방사 속에서 구번 출신 지식인과 정치인이 새로운 체제에 어떻게 적응했는지를 보여주는 상징적인 예로 간주된다는 점에서 역사적 의의를 지닌다.

## 같이 보기
- 호리씨
- 에도 막부
- 메이지 시대
- 메이지 유신
- 호리 나오야스

| 전임 호리 나오야스 | 제11대 에치고국 무라마쓰번의 번주 1860년 12월 14일 ~ 1868년 12월 14일 | 후임 호리 나오히로 |